# نیو-لکرلند
نیو-لکرلند (به هلندی: Nieuw-Lekkerland) یک منطقهٔ مسکونی در هلند است که در مولن لندن واقع شده‌است. نیو-لکرلند ۱۲٫۷۷ کیلومتر مربع مساحت و ۹٬۴۳۶ نفر جمعیت دارد.